# Mesotheristus fimbriatus
Mesotheristus fimbriatus är en rundmaskart som först beskrevs av Nathan Augustus Cobb 1920.  Mesotheristus fimbriatus ingår i släktet Mesotheristus och familjen Monhysteridae. Inga underarter finns listade i Catalogue of Life.